# Борьба с космополитизмом
«Борьба с космополитизмом» — массовая политическая кампания, проводившаяся в СССР в 1948—1953 годах и направленная против скептических и прозападных тенденций среди советской интеллигенции, которые рассматривались как «антипатриотические».
Многие исследователи, описывающие данную кампанию, считают её антисемитской по характеру. Кампания сопровождалась обвинениями советских евреев в «безродном космополитизме» и враждебности к патриотическим чувствам советских граждан, а также их увольнениями со многих постов и должностей и арестами. Сопровождалась также борьбой за русские и советские приоритеты в области науки и изобретений, критикой ряда научных направлений, административными мерами против лиц, заподозренных в космополитизме и «низкопоклонстве перед Западом».
В кампании против «космополитов» государственная идеологическая линия и представления масс сомкнулись, образовав единый эмоционально-идеологический комплекс, который стал основой для возрожденного советского антисемитизма.

## Предпосылки кампании
Великая Отечественная война вызвала мощный подъём патриотических чувств, и прежде всего чувств русского патриотизма, которые в новых условиях уже не отвергались, а наоборот — поддерживались официальной пропагандой. Последний должен был включать в себя в политическом аспекте «гордость за свою страну, безусловную лояльность государству в лице руководителей», а в экономическом — «ударный труд в условиях уравнительного распределения и потребления для основной массы населения». Эта идеология, с точки зрения руководства страны, должна была стать главным элементом политической позиции советского гражданина. Однако для своего утверждения эта идеологема, как отмечено российским исследователем А. В. Фатеевым в монографии «Образ врага в советской пропаганде (1945—1954 годы)», нуждалась в антитезе — «образе врага», который и был создан в лице «американских империалистов» вовне и «низкопоклонников перед Западом» и «безродных космополитов» — внутри.
Организационно кампания по воспитанию «советского патриотизма» направлялась «Агитпропом» (Управлением, с июля 1948 года — Отделом пропаганды и агитации ЦК ВКП(б)) под общим руководством секретарей ЦК ВКП(б) А. А. Жданова и (после его смерти в 1948 году) М. А. Суслова.
При этом, по мнению ряда[кто?] исследователей, в послевоенную эпоху идеология всё более окрашивается «в цвета русского национализма и великодержавия».
Первым шагом, обозначившим новый курс, стал тост Сталина на приёме в Кремле 24 мая 1945 года. В нём он отметил роль русского народа как руководящей силы, назвал его «наиболее выдающейся нацией из всех наций, входящих в состав Советского Союза». Это дало толчок соответствующей кампании в прессе. Утверждалось, что русскому народу, «старшему и могучему брату в семье советских народов», довелось взять на себя главную тяжесть борьбы с гитлеровцами, и он с честью исполнил эту великую историческую роль. Без помощи русских «ни один из народов, входящих в состав Советского Союза, не смог бы отстоять свою свободу и независимость, а народы Украины, Белоруссии, Прибалтики, Молдавии, временно порабощённые немецкими империалистами, не могли бы освободиться от немецко-фашистской кабалы». Давались установки: «Партийные организации обязаны широко пропагандировать замечательные традиции великого русского народа как наиболее выдающейся нации из всех наций, входящих в состав СССР… должны разъяснять, что сталинская оценка… является классическим обобщением того исторического пути, который прошёл великий русский народ». Требовалось разъяснять, что «история народов России есть история преодоления… вражды и постепенного их сплочения вокруг русского народа», а его освободительная миссия и руководящая роль заключаются только в том, чтобы «помочь всем другим народам нашей страны подняться в полный рост и встать рядом со своим старшим братом».
Впрочем, кампания строго контролировалась сверху, и не допускались отклонения от установленного курса. Ознакомившись в июле 1947 года с материалами А. А. Жданова к проекту новой Программы партии, Сталин против слов «Особо выдающуюся роль в семье советских народов играл и играет великий русский народ… он по праву занимает руководящее положение в советском содружестве наций» написал: «Не то». В редакционной статье журнала «Вопросы истории» наряду с утверждениями о недопустимости «национального нигилизма», «низкопоклонства», «очернения русской истории», прозвучали жёсткие требования: не допускать ошибочного понимания, игнорирования классового содержания советского патриотизма; сползания на позиции «квасного патриотизма». В области истории подверглись критике труды академика Е. В. Тарле — за его якобы «ошибочное положение об оборонительном и справедливом характере Крымской войны», за оправдание войн Екатерины II «тем соображением, что Россия стремилась якобы к своим естественным границам», за пересмотр характера похода в Европу в 1813 году, представленного «таким же, как освободительный поход в Европу Советской Армии». Осуждались попытки пересмотреть роль николаевской России как «жандарма Европы», попытки поднять на щит генералов М. Д. Скобелева, М. И. Драгомирова, А. А. Брусилова как героев русского народа. Строго осуждались попытки замены «классового анализа исторических фактов оценкой их с точки зрения прогресса вообще, с точки зрения национально-государственных интересов». Историкам напоминалось, что эти «ревизионистские идеи» осуждаются Центральным Комитетом партии.
В области литературы в 1947 году произошло осуждение ряда произведений А. Т. Твардовского. В декабре 1947 года была опубликована статья главного редактора «Литературной газеты» В. В. Ермилова о книге И. Т. Твардовского (брата А. Т. Твардовского) «Родина и чужбина», которая осуждалась за «русскую национальную ограниченность». В целом, руководство страны строго удерживало кампанию в рамках «советского патриотизма».
Тогда же, в 1946—1948 годах, были приняты партийные постановления, означавшие резкое ужесточение политики в области идеологии и культуры. Первым из них стало постановление «О журналах „Звезда“ и „Ленинград“» (14 августа 1946 года). Оно обличало напечатанные в журналах «произведения, культивирующие несвойственный советским людям дух низкопоклонства перед современной буржуазной культурой Запада», «по отношению ко всему иностранному». Постановление «О репертуаре драматических театров и мерах по его улучшению» (26 августа 1946 года) требовало запретить постановки театрами пьес буржуазных авторов, открыто проповедующих буржуазную идеологию и мораль, «сосредоточить внимание на создании современного советского репертуара». Постановления «О кинофильме „Большая жизнь“» (4 сентября 1946 года), «Об опере „Великая дружба“» (10 февраля 1948 года) давали уничижительные оценки творчеству ряда режиссёров, которым вменялись в вину безыдейность творчества, искажение советской действительности, заискивание перед Западом, отсутствие патриотизма.

## «Дело КР» и суды чести
Первые обвинения в «низкопоклонстве перед Западом» прозвучали ещё в 1936 году. Последующая за этим эпоха войны отличалась относительной открытостью и благожелательностью по отношению к Западу, причём не только к западной культуре, но и к западному общественно-политическому устройству в целом — всё это воспринималось, в качестве культуры образа жизни союзников по войне. При этом война вызвала широкие надежды на либерализацию в политической и культурной сфере. По мнению российского историка А. И. Вдовина, советские граждане, побывав в Европе и своими глазами взглянув на европейский быт, стали маловосприимчивы к пропаганде об «ужасах капитализма».
В 1947 год была развёрнута кампания против «низкопоклонства», поводом для которой послужило дело члена-корреспондента Академии медицинских наук СССР Н. Г. Клюевой и профессора Г. И. Роскина. Клюева и Роскин создали эффективный, по их мнению, препарат от рака — «КР» (круцин), которым заинтересовались специалисты из США, пожелавшие издать их книгу и предложившие программу совместных исследований. Первоначальные шаги сотрудничества вызвали резкое недовольство Сталина, что породило кампанию против «низкопоклонства и раболепия» интеллигенции перед «буржуазной культурой Запада».
По инициативе Сталина 28 марта 1947 года было принято Постановление Политбюро ЦК ВКП(б) о судах чести в министерствах СССР и центральных ведомствах, в котором утверждался проект постановления Совмина СССР и ЦК ВКП(б) «О Судах чести в министерствах СССР и центральных ведомствах». Согласно этому постановлению, в каждом ведомстве предполагалось создание особого органа — «суда чести», на который возлагалось «рассмотрение антипатриотических, антигосударственных и антиобщественных поступков и действий, совершенных руководящими, оперативными и научными работниками министерств СССР и центральных ведомств, если эти проступки и действия не подлежат наказанию в уголовном порядке». Немедленно же был организован «суд чести» над Клюевой и Роскиным, причём в его организации активнейшее участие принимал Жданов, лично редактировавший речь обвинителя. Всего в 1947 году было проведено 82 суда чести.

## Курс на культурную изоляцию
В мае 1947 года поэт Николай Тихонов обрушился с критикой на изданную ещё в 1941 году книгу Исаака Нусинова «Пушкин и мировая литература», обвинив автора в том, что Пушкин у него «выглядит всего лишь придатком западной литературы», в преклонении перед Западом, в забвении того, что только наша литература «имеет право на то, чтобы учить других новой общечеловеческой морали», обозвав автора «беспаспортным бродягой в человечестве» (выражение, ставшее крылатым). Вскоре с критикой «очень вредной» книги выступил Александр Фадеев на пленуме Союза писателей СССР, после чего это начало перерастать в кампанию по обличению низкопоклонства, отождествлённого с космополитизмом. Как явствовало из установочных статей руководителя агитпропа Дмитрия Шепилова, советское руководство подозревало в «антипатриотизме» всякого, кто не был уверен в безусловном превосходстве СССР перед Западом по всем параметрам: «Теперь не может идти речь ни о какой цивилизации без русского языка, без науки и культуры народов Советской страны. За ними приоритет»; «капиталистический мир уже давно миновал свой зенит и судорожно катится вниз, в то время как страна социализма, полная мощи и творческих сил, круто идет по восходящей»; советский строй «в сто крат выше и лучше любого буржуазного строя», а «странам буржуазных демократий, по своему политическому строю отставшим от СССР на целую историческую эпоху, придется догонять первую страну подлинного народовластия». Партийным организациям надлежало «шире развернуть работу по воспитанию трудящихся на идеях ленинизма, развивая в народе священные чувства советского патриотизма, жгучую ненависть к капитализму и ко всем проявлениями буржуазной идеологии».
Западная культура объявлялась погрязшей в упадке и вырождении; не только советскому человеку нечему было учиться на Западе, но наоборот, прогрессивным представителям Запада следовало учиться у советских людей. Музей нового западного искусства был в 1948 году закрыт и расформирован «за буржуазность». В мае 1949 года журнал «Огонёк» поместил фоторепродукции картин и скульптур крупнейших западных модернистов, в том числе Сальвадора Дали, с комментариями президента Академии художеств СССР Александра Герасимова. Последний сообщал, что в полотнах ведущих буржуазных живописцев отражаются «идеи воинствующего империализма с его расовой ненавистью, жаждой мирового господства, космополитизмом, зоологическим человеконенавистничеством, отрицанием культуры, науки и подлинного реалистического искусства». Из литературы переводилось очень небольшое число современных западных писателей, главным образом коммунистов или тех «прогрессивных» писателей, произведения которых могли послужить «разоблачению» ужасов западной жизни. Александр Солженицын иронически характеризовал образец такой литературы — сборник «Американские рассказы»: «В каждом рассказе обязательно какая-нибудь гадость об Америке. Ядоносно собранные вместе, они составляли такую кошмарную картину, что можно было только удивляться, как американцы ещё не разбежались или не перевешались».

## Поиски «русских приоритетов»
В начавшейся антизападнической кампании превозносился приоритет СССР во всех важнейших областях науки, техники и культуры. К. Е. Ворошилов (председатель Бюро по культуре при Совмине СССР в 1947—1953 годах) предлагал издать двухтомник «Люди русской науки» (1948) и отметить в нём, что многие открытия и изобретения, носящие имена иностранцев, принадлежат русским учёным. Так, закон сохранения вещества открыт Ломоносовым, а не Лавуазье, «вольтова дуга» — Петровым, а не Дэви, изобретение радиотелеграфа принадлежит Попову, а не Маркони. Один из документов того времени — опубликованное 11 октября 1947 года в газете «Известия» письмо «Изобретение радио принадлежит России» в защиту приоритета Попова в связи с признанием в Италии приоритета Маркони на государственном уровне. Письмо подписали видные советские учёные, в том числе представители Академии наук СССР и Всесоюзного научно-технического общества радиотехники и электросвязи им. А. С. Попова.
Одним из частных случаев кампании в рамках «борьбы с низкопоклонством перед Западом» было ошибочное признание пионером воздухоплавания — вместо признанных на Западе братьев Монгольфье — некоего подьячего Крякутного. До обнаружения фальсификации первоисточника (содержащего утверждение, что имеющий русское происхождение Крякутный построил воздушный шар ещё в 1731 году), в советской историографии Крякутный был признан первым в мире человеком, поднявшимся в воздух. Также создавались фальсификации, направленные на преувеличение роли А. Ф. Можайского в создании самолёта как летательного аппарата, широко тиражировавшиеся при поддержке государственных структур (при этом, выдающихся русских изобретателей XX века, которые достигли успехов за рубежом и были всемирно известны, таких как пионера вертолётостроения Сикорского и пионера телевидения Зворыкина советская пропаганда традиционно замалчивала).
Другим «приоритетом» было утверждение об изобретении велосипеда около 1800 года крестьянином Артамоновым, сведения о котором, возникшие в конце XIX века, были использованы в качестве доказательств русского приоритета. По заявлению исследователей данного вопроса, эти сведения не подвергались строгой научной проверке и, более того, было допущено искажение «фактов» в биографии Артамонова.
Стремление объявить многие технические средства русским изобретением стало пищей для анекдотов о «России — родине слонов». В рамках кампании по борьбе с «безродными космополитами», «французские булки», «парижские батоны» и «турецкие хлебцы» были переименованы в «городские», а «венская сдоба», «хала», «вся эта позорная иностранщина» были «изгнаны» из булочных, папиросы «Норд» были переименованы в «Север», при этом «Герцеговины Флор» эта кампания не коснулась, поскольку её курил сам Сталин. Впрочем, еврейская хала, которую «крестили» и назвали «плетёнкой», сохранилась в продаже под новым «исконно русским» именем, но ещё двадцать лет после этого большинством покупателей, не подозревавших о её еврейском происхождении, называлась «халой». Аналогичные абсурдные переименования распространялись не только на продукты питания и табачные изделия с иноземным названием, но и на разнообразную технику, от фотоаппаратов до пассажирского автотранспорта и грузовиков, выпускавшихся в СССР по иностранным чертежам, на закупленном за рубежом, в США, или захваченном и вывезенном из Германии целыми заводами производственном оборудовании и сборочных линиях, — всё это преподносилось как очередной триумф советского гения и победа патриотического продукта.
Борьба с «низкопоклонством перед Западом» ударила и по сфере спорта. В 1947—1948 годах были переименованы виды спорта: гандбол стал «ручным мячом», «французская борьба» стала классической, «вольно-американская борьба» разделилась на вольную и самбо, «швейцарская борьба» (чемпионом в которой в своё время был Иван Поддубный) стала борьбой на поясах. Переименовывать бокс и футбол не решились, поскольку эти названия к тому времени уже долгое время были официальными названиями олимпийского вида спорта, а советское руководство в 1946 году как раз инициировало процесс вступления СССР в МОК. Большую часть терминологии иностранного происхождения частью заменили на русскоязычные эквиваленты, зачастую намного длиннее при произношении (ср. «хук» и «боковой удар» или «офсайд» и «положение вне игры»), а там, где подходящих эквивалентов не нашли, попросту удалили, нередко с ущербом для богатства тактического арсенала того или иного вида спорта (подробнее см. Физкультура и спорт в СССР в 1940-е годы).
По мнению члена-корреспондента РАН В. П. Козлова, «дутые национальные приоритеты» стали на рубеже 1940-х — 1950-х годов «одним из столпов политики и идеологии сталинизма». В этой атмосфере «сообщения» Сулакадзева о Крякутном или «Хождение Ивана Новгородца» (документ, сфальсифицированный писателями К. Бадигиным и Б. Шергиным под летопись конца XIV века, якобы доказывающий открытие Шпицбергена древними новгородцами, — об этом как о научном факте писалось в советских школьных учебниках по географии: «русскими были открыты Грумант (Шпицберген), Новая Земля, остров Медвежий, Вайгач и много более мелких островов», — и в перспективе дающий СССР право заявлять к Норвегии территориальные претензии. Более того, заявлялись даже конкретные, но при этом мифические, ни на чём не основанные цифры, — в частности, что «К моменту „открытия“ Шпицбергена Баренцем, 7500 русских судов и более чем 30 тыс. охотников и ремесленников были задействованы в рыболовстве в арктических водах, включая Грумант») — стали немедленно цитироваться в научной литературе. Кроме мистификаций о «новгородцах», открывших Шпицберген, советские фальсификаторы стали доказывать, что Берингов пролив и Аляску тоже открыли сбежавшие от Ивана Грозного «новгородцы», была запущена легенда про «Тараса Стадухина», побывавшего на Аляске до 1669 года, а также о том, что первооткрывателями и автохтонным населением ряда Японских островов были не айны, а русские «торговые люди». Причём после смерти Сталина эти мистификации никак не опровергались научным сообществом, их попросту удалили из учебников и перестали упоминать в литературе.
Такой подход сказывался и на текущей научной работе. Ссылки на работы современных зарубежных авторов расценивались как недопустимое проявление «низкопоклонства»; среди физиков в связи с этим возникла шутка, рекомендовавшая при ссылках называть Эйнштейна «Однокамушкиным» (калька фамилии).
Осуждалось также стремление печататься в иностранных журналах. Почти половина ведущих научных журналов мира, включая Science и Nature, была изъята из свободного доступа и направлена в спецхраны. Как отмечает Я. Л. Рапопорт, такая ситуация «оказалась на руку наиболее бездарным и беспринципным учёным», для которых «массовый отрыв от зарубежной литературы облегчал использование её для скрытого плагиата и выдачу его за оригинальное исследование».

## Введение в оборот термина «космополитизм»
В этих условиях начали делаться заявления об опасности «космополитизма». Ещё в 1944 году на совещании историков в ЦК ВКП(б) Хорен Аджемян взял под обстрел «порок, имя которого — космополитический интернационализм» и объявил, что его оппонент — «выразитель космополитизма, у которого чувства патриотизма, национальной гордости атрофированы». Сразу же после тоста Сталина это было развёрнуто в статье Отто Куусинена «О патриотизме» (статья опубликована под псевдонимом Н. Балтийский в № 1 журнала «Новое время», июль 1945 года). Согласно Куусинену, космополитизм, в отличие от патриотизма, органически противопоказан трудящимся, коммунистическому движению. Он свойствен представителям международных банкирских домов и международных картелей, крупнейшим биржевым спекулянтам — всем, кто орудует согласно латинской пословице «ubi bene, ibi patria» (где хорошо, там и отечество).
В январе 1948 года было впервые употреблено знаменитое впоследствии выражение «безродный космополит». Оно появилось в выступлении А. А. Жданова на совещании деятелей советской музыки в ЦК КПСС. Жданов заявил буквально следующее:

Интернационализм рождается там, где расцветает национальное искусство. Забыть эту истину означает… потерять своё лицо, стать безродным космополитом.

В марте того же года другой идеологический руководитель, Г. Ф. Александров, опубликовал в «Вопросах философии» установочную статью «Космополитизм — идеология империалистической буржуазии», в которой объявил космополитами разом Милюкова, Бухарина, Троцкого, левых эсеров и левых коммунистов, наконец, власовцев и всех, перешедших на сторону немцев — таким образом термин приобрел особо зловещий оттенок, становясь синонимом понятий «изменник Родины», «контрреволюционер» и «враг народа».

## Международная обстановка и нарастание антисемитизма
К концу 1948 года вступил в завершающую фазу процесс создания блока НАТО. Одновременно потерпели неудачу попытки сделать Израиль советским сателлитом на Ближнем Востоке: еврейское государство установило дипломатические отношения с США и пыталось лавировать между обеими сверхдержавами. Такие условия, по мнению А. Фатеева, диктовали советскому руководству потребность в дальнейшей изоляции советского народа от влияний Запада и насаждении «образа врага». Евреи вообще, и еврейская интеллигенция в особенности, вызывали подозрение приписываемыми им прозападной ориентацией и патриотическим энтузиазмом, проявленным в связи с созданием Израиля и его победой в войне с арабами — это было воспринято как нелояльность «советской родине». В конце осени 1948 года начинаются антиеврейские репрессии: 20 ноября выходит постановление «О Еврейском Антифашистском Комитете» и происходят аресты его членов, обвинённых в работе на американскую разведку. Антисемитизм проявлялся во внутренних документах ВКП(б), но при этом маскировался указаниями на «буржуазность» «космополитов», что позволяло напрямую не выдвигать обвинений в национализме. В результате антисемитизм и «борьба с низкопоклонством» объединились в мощной кампании по «борьбе с космополитизмом».
Я. Л. Рапопорт пишет, что «антиеврейская направленность борьбы была настолько откровенной, что её было трудно прикрыть фиговым листком советского интернационализма», и приводит популярное двустишие: «Чтоб не прослыть антисемитом, зови жида космополитом». По утверждению Говарда Фаста, в 1949 году Национальный Комитет Коммунистической партии США официально обвинил ВКП(б) «в вопиющих актах антисемитизма».

## Повод к кампании
В первой половине января 1949 года первый секретарь МК и МГК ВКП(б) Г. М. Попов обратил внимание Сталина на конфликт между руководством Союза советских писателей и критиками из Всероссийского театрального общества (ВТО), которые подвергали критике слабые, с их точки зрения, пьесы корифеев «социалистического реализма». В ответ руководство ССП обвиняло критиков в космополитизме, буржуазном эстетстве, формализме и т. д. Попов подал конфликт как интригу «буржуазных формалистов» из ВТО против главы ССП Фадеева. Когда, с другой стороны, Шепилов передал Сталину письмо театральных критиков с жалобами на руководство ССП, Сталин, не взглянув на него, произнес: «Типичная антипатриотическая атака на члена ЦК товарища Фадеева». 24 января 1949 года решением Оргбюро ЦК главному редактору «Правды» П. Н. Поспелову было поручено подготовить по этому вопросу редакционную статью.
Редакционная статья в «Правде» «Об одной антипатриотической группе театральных критиков» вышла 28 января 1949 года. Статью писал коллектив авторов. Помимо сотрудников «Правды» Вадима Кожевникова и Давида Заславского, к работе привлекли весь цвет руководства Союза писателей — Александра Фадеева, Константина Симонова, Анатолия Софронова и др. Статья была отредактирована лично Сталиным, который и дал ей название. Критики с характерными еврейскими фамилиями: Юзовский, Гурвич, Варшавский и Борщаговский были охарактеризованы как «последыши буржуазного эстетства», которые «утратили свою ответственность перед народом; являются носителями глубоко отвратительного для советского человека, враждебного ему безродного космополитизма; они мешают развитию советской литературы, тормозят её движение вперед. Им чуждо чувство национальной советской гордости». Главным обвинением служило то, что они «пытаются дискредитировать передовые явления нашей литературы и искусства, яростно обрушиваясь именно на патриотические, политически целеустремленные произведения под предлогом их якобы художественного несовершенства». Они обвинялись в борьбе «против стремления изобразить цельный, всепобеждающий характер советского человека»; в том, что порочили Горького, утверждая, что образ Нила в его пьесе «Мещане» — «несовершенный»; порочили советскую драматургию (в частности, тем, что «противопоставляли ей классику»); клеветали на национальный характер русского человека; антипатриотически критиковали пьесу А. Софронова «Московский характер» «и такие глубоко патриотических произведения, заслужившие широкое признание народа, как „Великая сила“ Б. Ромашова, „Хлеб наш насущный“ Н. Вирты, „В одном городе“ А. Софронова». Далее в статье указывалось, что «перед нами со всей остротой стоят задачи борьбы против безродного космополитизма, против проявлений чуждых народу буржуазных влияний (…) Первоочередная задача партийной критики — идейный разгром этой антипатриотической группы театральных критиков». В статье использовались выражения: «ура-космополитизм», «оголтелый космополитизм» и «безродный космополитизм»; последнее впоследствии устоялось и стало общераспространённым.
После опубликования статьи проработке подверглись А. Аникст, Г. Гуковский (позже арестованный), но также и Л. Малюгин, и Г. Бояджиев. С. Мокульский был снят с поста директора ГИТИСа, в котором преподавали многие обвинённые в «космополитизме».

## В литературе и искусстве
ЦК КПСС рекомендовал редакторам газет обратить «особое внимание» на данную статью. Немедленно последовали аналогичные публикации против еврейских критиков и писателей (с раскрытием псевдонимов: «политический хамелеон Холодов (Меерович)», «эстеты-остряки типа Вермонта и Кроткого (он же Герман)»). Последние обвинялись в создании «литературного подполья», имеющего «организационные связи», в «идеологических диверсиях», в ненависти к советскому народу и в оскорбительном отношении к русскому человеку; в изображении русских и украинцев как людей, отвернувшихся от евреев, когда немцы гнали их на смерть, в прославлении иудаизма и сионизма, в буржуазном национализме, в засорении русского языка, в оскорблении памяти великих русских и украинских писателей утверждениями о влиянии на них творчества Г. Гейне или «поэта-мистика, реакционера» Х. Н. Бялика; в расизме и ненависти к немецкому народу и т. п.
В течение последовавшей за публикацией недели литературно-художественная «общественность» Москвы и Ленинграда провела собрания, на которых «обсудила» статью, осудила «разоблаченных» в ней космополитов и назвала своих кандидатов в «космополиты», главным образом из числа бывших «формалистов». 10 февраля в «Правде» появилась статья президента Академии художеств А. Герасимова «За советский патриотизм в искусстве», утверждавшая, что «люди подобные гурвичам и юзовским есть и среди критиков, пишущих по вопросам изобразительного искусства», и тут же называвшая их фамилии — А. Эфрос, А. Ромм, О. Бескин, Н. Пунин и др. Затем последовало множество статей, «разоблачавших» космополитов во всех сферах литературы, искусства и общественной жизни: «Против космополитизма и формализма в поэзии» (Н. Грибачёв, 16 февраля, «Правда») «Безродные космополиты в ГИТИСе» («Вечерняя Москва», 18 февраля), «Буржуазные космополиты в музыкальной критике» (Т. Хренников, «Культура и жизнь», 20 февраля), «До конца разоблачить космополитов-антипатриотов» (на собрании московских драматургов и критиков) («Правда», 26 и 27 февраля), «Разгромить буржуазный космополитизм в киноискусстве» (И. Большаков, «Правда», 3 марта) и т. д.
Особая кампания была посвящена псевдонимам и требованию их раскрытия: от авторов требовали указывать свои еврейские фамилии. Была организована дискуссия в центральной печати «Нужны ли нам литературные псевдонимы?» Так, писатель Михаил Бубеннов заявлял, что «социализм, построенный в нашей стране, окончательно устранил все причины, побуждавшие людей брать псевдонимы»; что «нередко за псевдонимами прячутся люди, которые антиобщественно смотрят на литературное дело и не хотят, чтобы народ знал их подлинные имена», и что по этой причине «настало время навсегда покончить с псевдонимами».
Непосредственно проведение кампании было поручено «Литературной газете» и «Советскому искусству», что вызвало обиду и недовольство у редакторов других газет. В публикациях «Литературной газеты» деятельности «космополитов» придавались конспирологические черты — организованного и широко разветвленного заговора. «Теоретиками» группы были признаны восемь человек: семь названных «Правдой» и Альтман. В Ленинграде их «соучастником» являлся театровед С. Д. Дрейден. Через «связника» Н. А. Коварского, «кинокосмополита», группа театральных критиков якобы осуществляла связь с главой ленинградских кинокосмополитов Л. З. Траубергом; Трауберга в свою очередь «связали» с «буржуазным космополитом» В. А. Сутыриным (в реальности — старый коммунист, ответственный секретарь ССП). Метастазы заговора космополитов стали обнаруживать на местах: в Харькове, Киеве, Минске. На собраниях и в отчётах акцентировалась идея о «диверсионных» методах «космополитов»: шантаже, угрозах, клевете, запугиваниях в адрес драматургов-патриотов.
От кампании пострадали не только живые, но и умершие писатели, чьи произведения были осуждены как космополитические и/или очернительные. Так, «Дума про Опанаса» Э. Г. Багрицкого была объявлена «сионистским произведением» и «клеветой на украинский народ»; произведения Ильфа и Петрова были запрещены к печати, как и произведения Александра Грина, также причисленного к «проповедникам космополитизма». Заочно пострадал от кампании и немецкий еврей Л. Фейхтвангер, до того времени широко публиковавшийся как «прогрессивный писатель» и друг СССР, а теперь объявленный «прожжённым националистом и космополитом» и «литературным торгашом».
От борьбы с космополитизмом в искусстве страдали не только евреи: историка искусства Бориса Виппера обвинили в англомании и низкопоклонстве. По иронии судьбы, его дядя Оскар Виппер был обвинителем по делу Бейлиса.
В большинстве случаев обвинение в космополитизме сопровождалось лишением работы и «судом чести», реже арестом. По данным И. Г. Эренбурга, до 1953 года было арестовано большое число еврейских литераторов и деятелей искусства: 217 писателей, 108 актёров, 87 художников, 19 музыкантов — всего 431 человек.
Одновременно в больших количествах создавались «антикосмополитические» рассказы, пьесы, фильмы и т. д. «Такого рода сочинения, написанные в 1947—1949 годах Е. Долматовским, Б. Лавренёвым, С. Михалковым, К. Симоновым, А. Софроновым, А. Сурковым, Г. Фишем или А. Штейном, построены все по одной схеме: американскому проходимцу и отдельным, потерявшим стыд советским почитателям Запада противостоят исполненные национальной гордости советские граждане, а иногда и некоторые достойные западные коммунисты». «Наглядным пособием» для организации осуждения «космополитов» служил фильм «Суд чести» (сценарий А. Штейна по его же пьесе «Закон чести», созданной «по мотивам» дела КР (Клюевой и Роскина)). Фильм весьма кстати вышел на экраны 25 января (с публикацией в «Правде» выдержек из сценария) и тут же получил Сталинскую премию 1-й степени. При этом даже Агитпроп отмечал в сценарии «схематичность фабулы, упрощённость образов действующих лиц и т. д.»

## В кинематографии
В  1949 году вышел в свет очередной номер журнала «Искусство кино» (№ 1 за 1949). Он начинался редакционной статьей «За советское патриотическое искусство — против космополитов!».
3 марта 1949 года в газете «Правда» была напечатана статья министра кинематографии СССР Ивана Большакова «Разгромить буржуазный космополитизм в киноискусстве». В ходе этой кампании разжигалась взаимная подозрительность и недоброжелательство на «Мосфильме» и других киностудиях страны.

## В естественных науках
В биологии «борьба с космополитизмом» наложилась на кампанию против «вейсманизма-морганизма», начатую осенью 1948 года после сессии ВАСХНИЛ (причём «реакционному, идеалистическому и антидарвинистическому» вейсманизму-морганизму противопоставлялось отечественное «мичуринское учение»).
Попытка повторить сессию ВАСХНИЛ в области физики (на этот раз против приверженцев квантовой теории и теории относительности) была предпринята на последовавшем в начале 1949 г. Всесоюзном совещании физиков, причём с появлением статьи в «Правде» «борьба с физическим идеализмом» перетекла в «борьбу с идеями космополитизма и его конкретными носителями безродными космополитами, чуждыми своему народу, своей родине» (в первую очередь с Капицей и Иоффе). На совещании было заявлено, что работавшие за границей учёные (именно П. Л. Капица, Л. И. Мандельштам и Н. Д. Папалекси) «вносили чуждые нам настроения, ориентировали нашу научную молодёжь не в направлении решения задач, стоящих перед нашей Родиной, перед страной социализма, а в направлении решения задач, интересовавших иностранные научные и ненаучные организации, в духе чуждых нам идей космополитизма, от которых только один шаг до явного предательства интересов нашей Родины». В связи с этим призывалось «со всей определенностью и большевистской смелостью и настойчивостью выкорчевать и устранить вредное влияние антипатриотических тенденций группы физиков-космополитов, которая, хотя и является небольшой, но, тем не менее, захватив в некоторых областях физики ключевые позиции, оказывает вредное влияние на молодёжь, на подготовку кадров, на решение важнейших задач, стоящих перед нашей наукой». Согласно другому выступлению, «простая и ясная характеристика — безродный космополитизм — это совершенно точная и определенно применяемая формулировка к очень значительной части установок школы Мандельштама и Папалекси и ряду их учеников». Иоффе и Я. Френкель были обвинены в том, что они «с самых ранних лет существования советской власти позорно преклонялись перед западной наукой, пытаясь поставить советскую науку в арьергард науки капиталистических стран», a Л. Д. Ландау — в «антипатриотических заявлениях». В. Ф. Ноздрев, чье выступление было одобрено Оргкомитетом и которому, как полагают, было поручено нанести основной удар, потребовал «освобождения редакций физических журналов и издательств, комиссий по Сталинским премиям, экспертной комиссии и т. д. от физиков-космополитов, наносящих огромный вред делу развития физической науки в нашей стране» (имелся в виду прежде всего Капица).
Вслед за тем, уже в мае, Учёный совет ФИАН провел специальное заседание, посвященное «космополитическим ошибкам» сотрудников института в лице С. Э. Хайкина, С. М. Рытова, Я. Л. Альперта и В. Л. Гинзбурга. В частности, Рытову вменялись в вину утверждения, что Мандельштам «заслужил признание за границей» и «их (Мандельштама и Папалекси) значение за границей в должной мере оценено» — это расценили как вопиющее проявление «низкопоклонства». Впрочем, осужденные физики не были даже уволены с работы. В общем сколько-нибудь значительных репрессий в физической области не последовало — по общепринятому мнению, из-за связи этой сферы с атомным проектом.

## В гуманитарных науках

### История
Наиболее ярко кампания проявляла себя в гуманитарных науках. В истории распространение получила идеологизированная упрощённая схема «норманизм — антинорманизм». При этом так называемая «норманская теория», в качестве составной части «проповеди буржуазного космополитизма», провозглашалась «одним из орудий в руках мировой реакции, возглавляемой Уолл-Стритом», направленной на то, чтобы «опорочить народы Советского Союза и, прежде всего, великий русский народ». В частности, «уличённому» в космополитизме профессору Н. Л. Рубинштейну особо вменялась в вину «та беспристрастность, тот профессорский объективизм», с которым он характеризует «родоначальника норманизма Байера, Миллера, Шлецера и других» — эти свойства были признаны особо «опасными и вредными». Рубинштейн, ведущий специалист в области русской историографии, был изгнан со всех должностей и несколько лет оставался без работы.
Другим объектом нападок стала история Хазарского каганата, который был объявлен паразитическим государством, а любое признание его вклада в древнерусскую историю приравнивалось к норманской теории. Деятельность ведущего советского специалиста в этой области М. И. Артамонова была официально осуждена в «Правде» (объявившей его «ошибочную концепцию», «принижающую самобытное развитие русского народа», совершенно неприемлемой для советской исторической науки), а затем в ряде статей в научной печати. Есть основания предполагать, что за публикацией в «Правде» стоял Б. А. Рыбаков, и что конфликт имел также карьерную подоплёку в интересах московских историков, которые сводили счёты со своими ленинградскими коллегами. В результате данное научное направление на некоторое время оказалось под запретом, а уже готовая монография Артамонова с первым в мире обзором по истории хазар была издана только в 1962 г., позже, чем аналогичные труды на Западе.

### Философия
В философии самой видной жертвой «борьбы с космополитизмом» явился главный редактор журнала «Вопросы философии», заместитель директора Института философии Б. Кедров, который был сначала снят с поста в журнале (и заменен Чесноковым), а затем уволен из института. В вину Кедрову ставилось то, что он «развивал тезис о единой „мировой науке“, „интернациональной солидарности учёных“, о том, что „приоритет в науке не имеет значения“»
Среди других видных философов того времени, Митин, Розенталь и Селектор были обвинены в том, что «принижали значение русской материалистической философии». Выражалось это в частности в том, что Митин «утверждал, что русские философы, „исходя из наиболее передовых политических идей, имевших распространение на Западе“, эти идеи „перерабатывали“, приводили „в соответствие“ с русскими условиями, „приспособляли“ для решения вопросов, „выдвинутых общественным развитием России“». Следует заметить, что еврей академик Митин был до тех пор одним из столпов официозной философии.
Каменский, Войтинская и Лифшиц обвинялись в том, что «проповедовали ориентировку русской и советской культуры на Запад». Войтинская же писала, «что развитие русской художественной литературы того времени (то есть XIX в.) своеобразно повторило все течения литературы Запада и в свою очередь оказало на неё огромное влияние» и что «материализм Фейербаха был формой выражения революционно освободительных идей России 60-х годов» и т. д. Все это было охарактеризовано как «умаление и очернение русской философии и науки, попытки доказать ту мысль, будто бы в русской истории не было самостоятельной оригинальной мысли, собственного внутреннего развития, будто бы ход развития русской культуры и философии лишь отражал этапы развития западноевропейской культуры, будто бы русские учёные, философы, писатели, музыканты лишь перенимали западные образцы и преклонялись перед ними». Наконец, Розенталю вменялось в вину то, что «в статьях по вопросам эстетики он проводил взгляд о несущественности для писателя его мировоззрения, о том, что для писателя важна прежде всего его „художественная практика“».

### Литературоведение
Ещё в начале 1948 года «Литературная газета» объявила «космополитами» сторонников теории покойного академика Веселовского о «странствующем сюжете» и вообще сторонников компаративистского (сравнительного) метода в литературоведении. Стало опасным обращать внимание на западноевропейские влияния и подтексты у русских писателей: «Космополит, злорадно хихикая, силится, во что бы то ни стало „обнаружить“ ту или другую „параллель“, ту или другую примету сходства явлений русской культуры с культурой Запада. В подлом стремлении доказать, что культура русского народа „заимствована“ у Запада, проявляется все ничтожество таких лжедеятелей культуры, людей без роду и племени, внутренней сущностью которых является помесь лакея Смердякова из „Братьев Карамазовых“ и лакея Яши из „Вишневого сада“, влюбленных во все „заграничное“». Утверждалось, что, поскольку «русская культура всегда играла огромную, а теперь играет ведущую роль в развитии мировой культуры», «нелепо и политически вредно» изображать корифеев русской философской и научной мысли учениками западноевропейских мыслителей и учёных. Так, в редакционной статье журнала «Вопросы философии» с возмущением цитировались пассажи из довоенного учебника о влиянии на Радищева западных писателей-просветителей: Руссо, Стерна и т. д.: «Так великий русский революционер и оригинальный мыслитель оказался в изображении авторов учебника сшитым из иностранных лоскутков. Это и есть ярко выраженный национальный нигилизм, ликвидаторство в отношении нашего великого исторического наследства, открытая форма бесстыдного преклонения перед Западом».
В феврале 1949 года всемирно известные ленинградские филологи-евреи: Борис Эйхенбаум, Виктор Жирмунский, Марк Азадовский, Григорий Бялый, Григорий Гуковский (ещё в 1947 году заклеймённые как «низкопоклонники») были обвинены собственными коллегами по Пушкинскому Дому в создании тайной «антипатриотической группы», якобы захватившей власть в институте, а также в том, что они скрывали свою действительную национальность и насаждали антирусские тенденции. Все они лишились работы; Гуковский был вскоре арестован и умер в тюрьме. Тогда же был арестован (и позже тоже умер в тюрьме) Исаак Нусинов, «разоблачение» которого положило начало «борьбе с низкопоклонством» в литературоведении.

## В архитектуре
Линия партии в отношении архитектуры круто изменилась и стало появляться разделение на архитектуру «нашу» и «не нашу». Из всех искусств в архитектуре бороться с космополитизмом было наиболее сложно из-за того, что в стиле сталинской архитектуры (классицизме) изначально было множество интернациональных элементов.
Лидером по «борьбе с космополитизмом» в архитектуре был Ленинград. Многие талантливые архитекторы лишились[где?] работы.
В УССР в космополитизме были обвинены Иосиф Юльевич Каракис и Яков Аронович Штейнберг; Каракис был уволен и лишён возможности преподавать. Не помогло и написанное «письмо тринадцати».

## Репрессии против еврейской культуры
8 февраля 1949 году Сталин подписал подготовленное председателем правления Союза писателей СССР А. А. Фадеевым постановление Политбюро ЦК ВКП(б) о роспуске объединений еврейских советских писателей в Москве, Киеве и Минске и закрытии альманахов «Геймланд» (Москва) и «Дер штерн» (Киев).
За этим последовали аресты ряда еврейских писателей, а также журналистов и редакторов, готовивших материалы для Еврейского антифашистского комитета. В большинстве они были обвинены в шпионаже в пользу США. Двое (М. Айзенштадт-Железнова и Ш. Персов) были расстреляны.
Были закрыты: еврейский музей в Вильнюсе, краеведческий музей в Биробиджане, историко-этнографический музей грузинского еврейства в Тбилиси; прекращены передачи Московского радио на идиш. В феврале было закрыто Московское государственное еврейское театральное училище имени С. Михоэлса. Затем ликвидированы все существовавшие в СССР еврейские театры: в Минске, Черновцах, Биробиджане; 1 декабря 1949 года был закрыт последний еврейский театр — ГОСЕТ в Москве.

## Сворачивание кампании
29 марта 1949 года на совещании редакторов центральных газет М. А. Суслов предложил «осмыслить» ситуацию и прекратить публиковать «крикливые» статьи. Это был сигнал отбоя кампании. Окончательно о прекращении кампании возвестила статья «Космополитизм — идеологическое оружие американской реакции» (Ю. Павлов, «Правда», 7 апреля). Эта статья, явившись непосредственным отзывом на создание НАТО, была направлена исключительно против западных атлантистов, которые «загоняют народы в тиски НАТО»; о «внутренних» космополитах в ней не говорилось ни слова. Сталин на вручении Сталинской премии, когда Маленков назвал настоящую (еврейскую) фамилию лауреата, сказал, что этого делать не следует. «Если человек избрал себе литературный псевдоним — это его право, не будем уже говорить ни о чём другом, просто об элементарном приличии. (…) Но, видимо, кому-то приятно подчеркнуть, что у этого человека двойная фамилия, подчеркнуть, что это еврей. Зачем это подчёркивать? Зачем это делать? Зачем насаждать антисемитизм?» — рассуждал Сталин. По обычной сталинской практике «борьбы с перегибами», некоторые особо ревностные исполнители кампании, в частности, наиболее усердствующие авторы антисемитских статей и выступлений — главный редактор газеты «Советское искусство» В. Вдовиченко и высокопоставленный работник аппарата ЦК Ф. Головенченко — были сняты со своих должностей.
В целом, кампания по борьбе с космополитизмом отличалась высокой противоречивостью и непоследовательностью. Так, с осени 1948 года в массовый советский кинопрокат были выпущены так называемые «трофейные» фильмы, оказавшие сильнейшее нивелирующее идеологическое воздействие, противоположное декларируемым целям кампании по борьбе с космополитизмом.